# 刘伟 (人大校长)

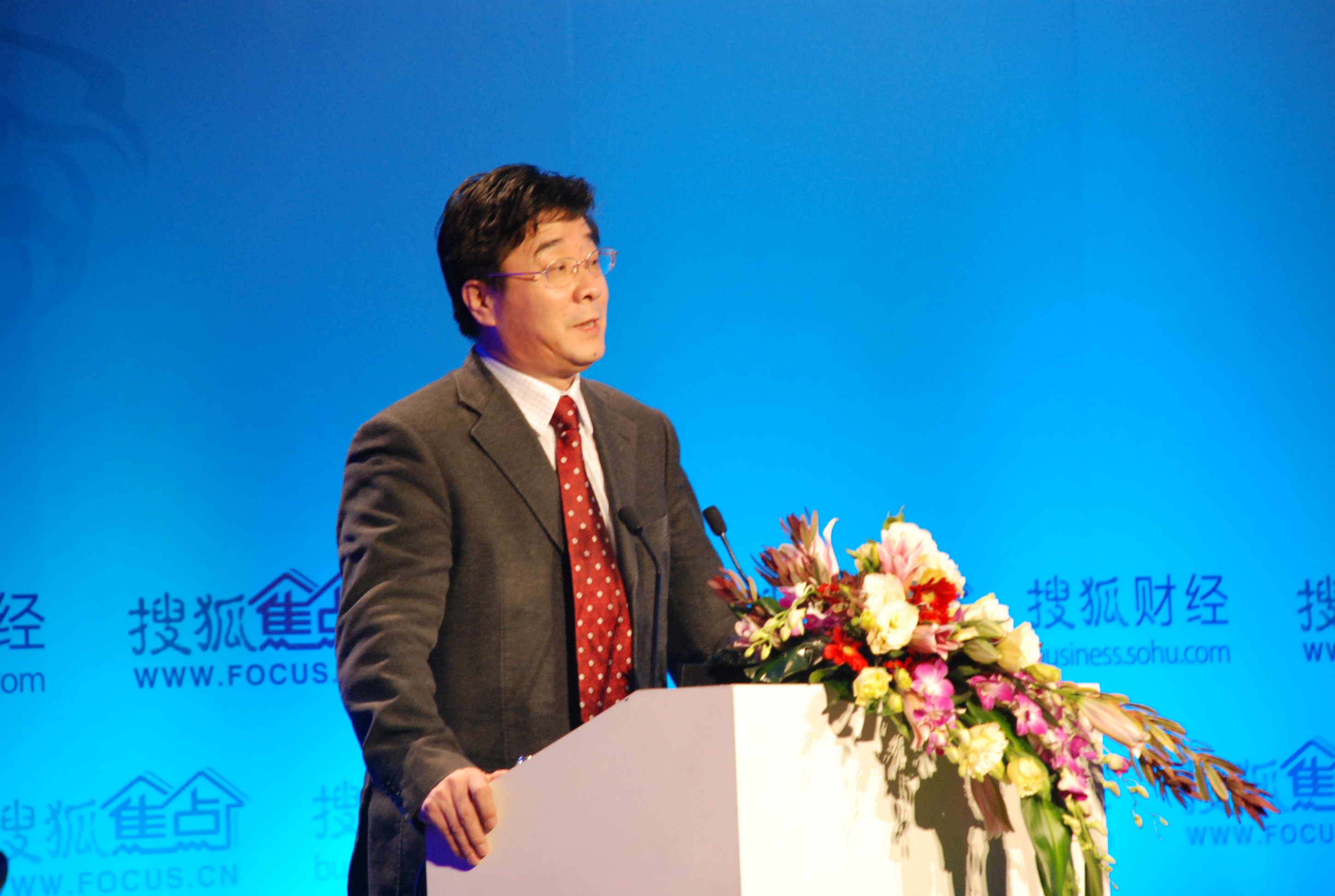
2012年1月10日出席中国地产新视角高峰论坛

刘伟（1957年1月—），男，河南商丘人，祖籍山东蒙阴，中国经济学家、教授、博士生导师。曾任中国人民大学校长、党委副书记。

## 生平
1982年毕业于北京大学经济学专业，1984年取得北大经济学硕士学位，后留校任教历任讲师、副教授、教授。1990年取得北大经济学博士学位。2006年成为长江学者特聘教授。2002年任北京大学经济学院院长，2007年任校长助理。2010年5月任北京大学副校长。2013年9月任北京大学常务副校长。2015年11月升任中国人民大学校长。2017年4月，兼任中国人民大学党委副书记。
2022年8月，因年龄原因卸任人大校长、党委副书记职务。

## 头衔
- 第七届中国高等教育学会副会长
- 国务院学位委员会委员
- 教育部学科发展与专业设置专家委员会副主任